# Michael Contreras
Michael Jordan Contreras Araya (Iquique, 10 febbraio 1993) è un calciatore cileno, difensore svincolato.

## Carriera
Formato nei Deportes Iquique, ha debuttato nel 2010, a 17 anni in Copa Chile per mano del suo allenatore José Cantillana. Inizia a guadagnare minuti contro l'Universidad de Concepcion e in seguito acquistò la titolarità nella sua squadra. Nel 2011 la sua titolarità divenne indiscutibile e la sua squadra disputò la Coppa Sudamericana e lo stesso avvenne nel 2012, mentre nel 2013 i Deportes Iquique disputarono la Coppa Libertadores, massimo torneo sudamericano. Il suo grande rendimento lo portò ad arrivare ad una delle squadre cilene più prestigiose del continente: la Gloriosa Universidad de Chile, per poter disputare la Copa Chile e la Coppa Libertadores. Durante questa stagione Contreras metterà a segno un goal, che portò la Universidad de Chile a battere 3-1 il Cobresal. Fu proprio il Cobresal la squadra in cui Contreras finì in prestito per 1 anno. Qui Michael si ritroverà nuovamente con l'allenatore che lo fece debuttare José Cantillana.

## Palmarès

### Club

#### Competizioni nazionali
- Coppa del Cile: 1

Deportes Iquique: 2010